# Metro de Fukuoka

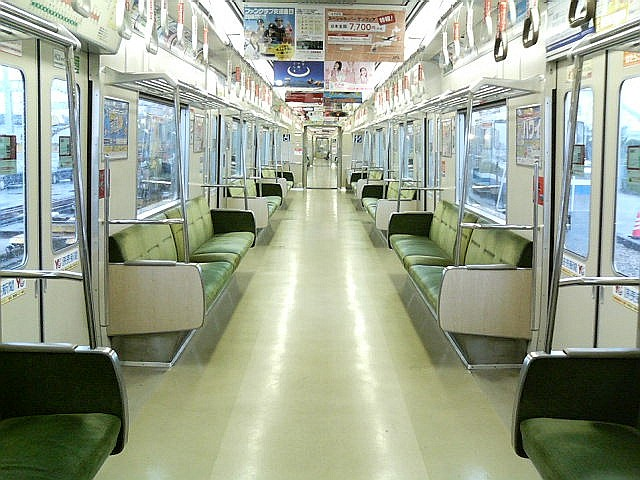
Interior d’un vagó de metro

El metro de Fukuoka és un dels sistemes de transport públic de la ciutat de Fukuoka situada a l'illa de Kyūshū al sud del Japó.
Després de decidir abolir la xarxa de tramvies de la ciutat a finals dels anys setanta, va ser necessari construir un nou sistema de transport públic. El 1973 es va decidir construir una xarxa de metro i les obres van començar el 1975. Les línies 1 i 2 comparteixen una part (8,5 km) dels 30,5 km i 34 estacions de la xarxa. Alguns dels trens continuen la seva ruta, més enllà de la terminal occidental de Meinohama, al tram Chikuhi (44 km) de la xarxa JR.
Els trens circulen sota terra excepte a les terminals de Meinohama i Kaizuka. El metro està obert de 5:30 a 23:30 i la freqüència de pas és de 4 a 9 minuts; entre 3 i 4 minuts durant les hores punta. Les línies van introduir Hayakaken, un sistema de targeta intel·ligent des de març de 2009.

## Línies

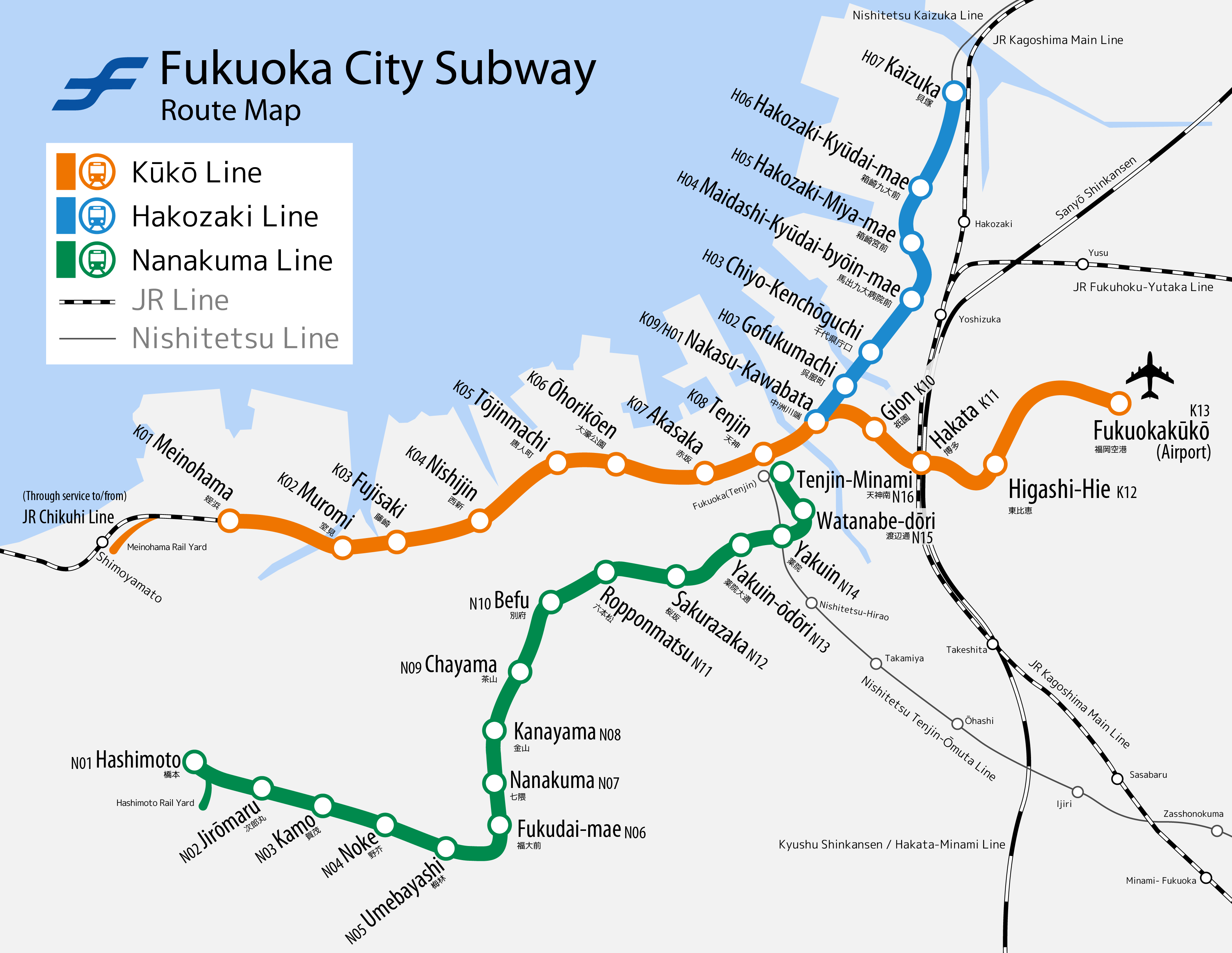
Mapa del metro

Actualment, la xarxa té tres línies:
| Color i logotip | Color i logotip | Lletra | Línia   | Nom      | Inauguració | Darrera ampliació | Longitud | Estacions | Ample de via (mm) |
| --------------- | --------------- | ------ | ------- | -------- | ----------- | ----------------- | -------- | --------- | ----------------- |
| taronja         |                 | K      | Línia 1 | Kūkō     | 1981        | 1993              | 13,1     | 13        | 1.067             |
| Blau            |                 | H      | Línia 2 | Hakozaki | 1982        | 1986              | 4,7      | 7         | 1.067             |
| Verd            |                 | NO     | Línia 3 | Nanakuma | 2005        | -                 | 12,0     | 16        | 1.435             |
| Total:          | Total:          | Total: | Total:  | Total:   | Total:      | Total:            | 29,8     | 36        |                   |

### Línia Kūkō (Línia 1)
La línia Kūkō de 5,8 km de longitud es va obrir el 1981. L'última ampliació, que va tenir lloc el 1993, li permet donar servei a l'aeroport. La línia té 13,1 km i 13 estacions; les 2 terminals són l'aeroport i l'estació de Meinohama.

### Línia Hakozaki (Línia 2)
La línia Hakozaki, oberta el 1982, va arribar el 1986 a la seva longitud actual de 4,7 km. La seva terminal occidental, Nakasu-Kawabata, està connectada amb la línia Kūkō. La seva terminal est, Kaizuka, està connectada a la línia Miyajidake de la xarxa privada Nishitetsu. Durant les hores punta, els trens circulen per la línia Kūkō i van a Meinohama.

### Línia Nanakuma (Línia 3)

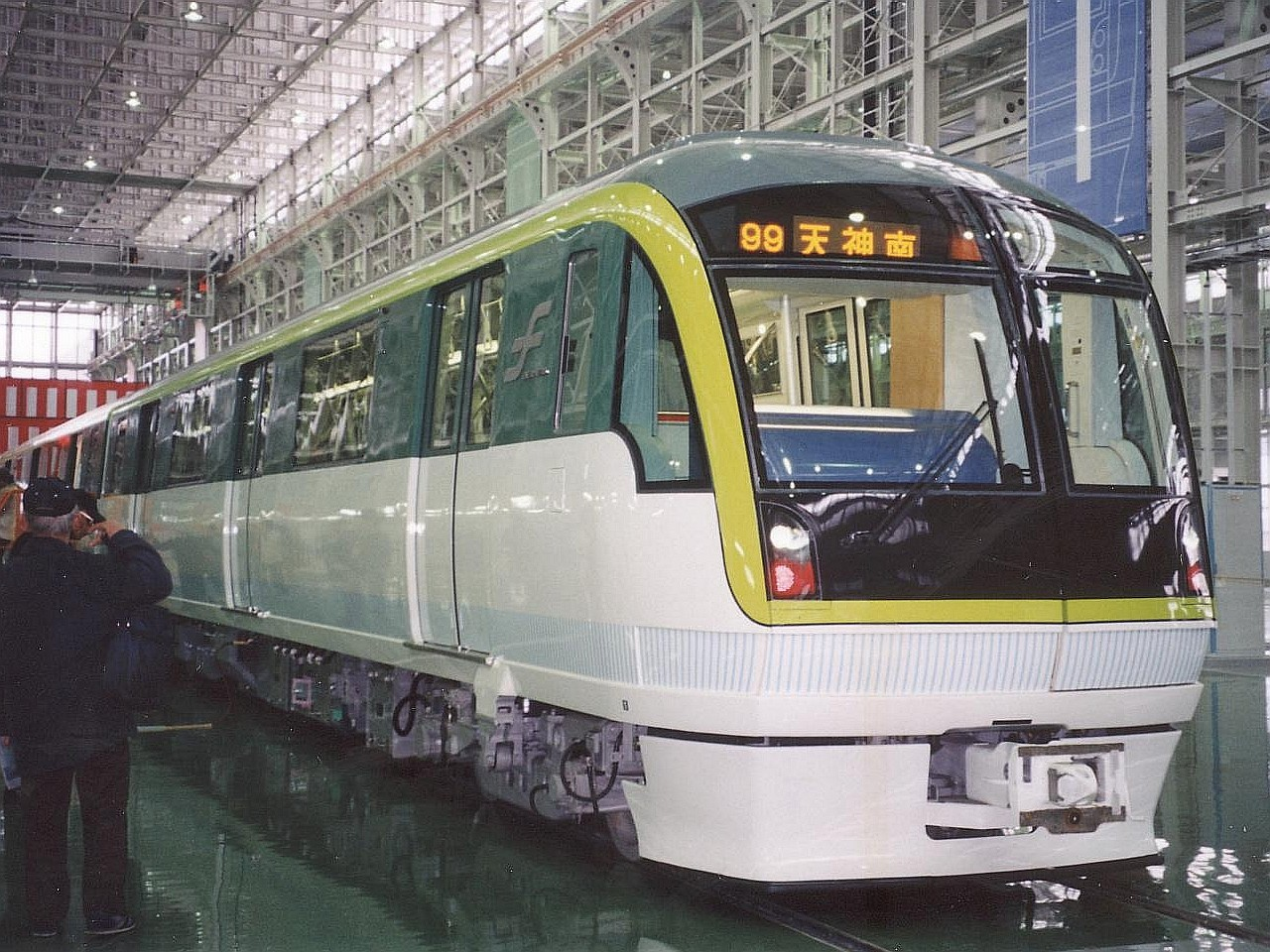
Tren de la línia 3000 de la línia Nanakuma

La línia Nanakuma, oberta el 2005, té 12 km i 16 estacions. El seu recorregut és totalment subterrani i va des de l'estació de Tenjin-minami al sud-oest fins a l'estació de Hashimoto. No ofereix cap connexió amb cap altra línia de metro, però, en canvi, està connectada a la xarxa privada Nishitetsu. L'estació de Tenjin és a uns 500 metres d'una estació de la línia Kūkō.

## Dades tècniques
L'ample de via entre les línies Kūkō i Hakozaki és de 1.067 mm i la font d'alimentació és per catenària a una tensió de 1.500 Volt de corrent continu. Els trens tenen 6 cotxes i circulen a una velocitat màxima de 90 km / h. L’accés a les andanes es fa mitjançant escales mecàniques i ascensors. La longitud de les andanes és de 120 m. L'ample de via de la línia Nanakuma és de 1.435 mm, la tracció la proporciona un motor lineal i la potència la subministra la catenària a una tensió de 1.500 volts de corrent continu.

## Extensions en curs o previstes
Està previst connectar l'estació Yakuin de la línia Nanakuma amb l'estació Hakata de la línia Kūkō a les rodalies de l'estació Hakata. Per a la resta, hi ha plans per donar servei a la zona portuària més enllà de l'estació de Tenjin (serien algunes estacions servides per les 3 línies). La línia Hakozaki s’ha d’estendre al nord-est a través de la línia Miyajidake de la xarxa Nishitetsu.